# Бургемниц
Бургемниц (нем. Burgkemnitz) — населённый пункт в Германии, в земле Саксония-Анхальт. Входит в состав коммуны Мульдештаузе района Биттерфельд. 
Население составляет 822 человека (на 31 декабря 2006 года). Занимает площадь 14,77 км². В населённом пункте расположена железнодорожная станция Бургемниц.
Впервые упоминается в 1456 году. До 2010 года Бургемниц являлся отдельной коммуной, подчиняющейся управлению Мульдестаузее-Шмерцбах. 1 января 2010 года вошёл в состав коммуны Мульдештаузе.